# Innu

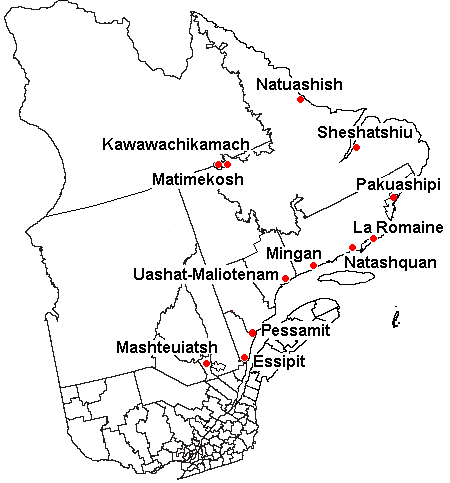
Comunidades Innu de Québec y Labrador.

Los innu son un grupo de tribus algonquinas, cuyo nombre procede de ne-enoilno, «pueblo perfecto», conocidos habitualmente como montagnais (original francés, que significa «montañés») o naskapi (que proviene de nanenot, «hombres verdaderos»). También eran llamados Sheshatapooshoish por las tribus de iroqueses. Se dividían en 18 tribus según Sebeok:  Astouregamigouch, Attikirimouetch, Betsiamite, Kakouchaki, Miskouacha, Chisedic, Escoumins, Espamichkon, Mauthaepi, Naskapi, Mouchaouaouastiiriock, Tadousac, Otaguottouemiin, Oumamiwek, Nekoubaniste, Weperigweia, Oukesestigouack y Papinachois. Según Armitage, estaban divididos en 24 bandas, 20 en Quebec y 4 en Labrador. Las de Quebec son Tadoussac, Escoumins, Lake St John, Barren Ground, Ungava, Musquaro, Nichikun, Kaniapiskau, Petsikapau, Mistassini, Mingan, Naskapi, Shelter Bay, Betsiamite, Ste Margueritte, Moisie y Nastashquan, y las de Labrador, Michikamau, Davis Inlet, Northwest River y St Augustin.

## Localización
Ocupan la zona forestal norte del golfo de San Lorenzo, un territorio de cerca de un  1 000 000 km² y llaman a su país Nitesinan, y a su lengua Innu-aimun. 
Los Innus de Quebec viven en los poblados de Pakrashipi, La Romaine, Natashquan, Mingan, Mallotenam, Uashat, Betsiamites y Les Escoumins en la costa norte de San Lorenzo, y Matimekosh, al norte (Côte-Nord). 
También en Mashteulatsh, cerca de Chicoutimi (Saguenay–Lac-Saint-Jean). 
Muy cerca los naskapi del campamento Kawawachikomach, en el extremo norte (Nord-du-Québec) donde habita el resto del pueblo Cree de Quebec. 
En Labrador ocupan  Davis Inlet, Schefferville y Seshatshit. 
Los attikamek ocupan las comunidades de Manouanc, Obedjiwan y Weynomache en Mauricie y Lanaudière.

## Demografía
Se cree que hacia 1800 eran unos  4000. Según Sebeok, en 1858 había 2500 montagnais-naskapi en Quebec. Se cree que en 1924 eran 4684 montagnais-naskapi, y que en 1962 había unos 5000. Hacia 1980 eran unos 9000 montagnais, de los cuales unos 7000 aún hablaban la lengua nativa, y 765 naskapi, de los cuales 400 hablaban la lengua. En 1992 había en Quebec 12 952 montagnais, 4461 attikamek (también llamados tête de boule cree) y 529 naskapi, y además unos 500 más en Davis Inlet y 1000 en Goose Bay (Labrador).
Según el censo canadiense de 2000, en Quebec había 15 170 innu, repartidos entre las reservas de Betsiamites (3319 hab.), Essipit (390 hab.), La Romaine (972 hab.), Mashteuiatsh (4691 hab.), Matimekosh–Lac-John (813 hab.), Mingan (487 hab.), Natashquan (896 hab.), Pakuashipi (274 hab.) y Uashat-Maliotenam (3238 hab.), y 836 hab. naskapi en la de Kawawachikamach, así como 5726 attikameks en las de Manawan (2095 hab.), Obedijwan (2209 hab.) y Wemotaci (1422 hab.). En Labrador hay 3936 innu repartidos en las reservas de Miawpukek (2392 hab.), Mushuau (607 hab.) y Sheshatsiu (937 hab.). En total, 19 942 hab. montagnais-naskapi y 5726 hab. attikamek.

## Costumbres
Vivían en wigwams de corteza o de piel de caribú, como la mayoría de los algonquinos de la zona, y se dedicaban a cazar ciervos y pescar salmones, anguilas y focas.
Se vestían con mantones, calzones, polainas y mocasines, como sus vecinos micmac e iroqueses. Eran conocidos por su característico calzado de nieve, llamado babiche por los franceses, de base circular u ovalada y hecha de madera enganchada a una red de cuero sin curtir y guarnecida con borlas o lana de colores. Los naskapi, además, usaban vestidos pintados con “grecas” complicadas, hechas con instrumentos de hueso y madera de color amarillo y rojo, con dibujos geométricos y doble curva. Desde el siglo XIX, sin embargo, adoptaron las herramientas de hierro, las trampas y el aguardiente.
Creían en Manitu, ser supremo común a todos los algonquinos, así como en infinidad de fuerzas de la naturaleza y espíritus animales, tanto buenos como malos.
También tienen una leyenda del diluvio universal, según la cual Kuekuatshev puso en una barca un animal de cada especie. Aprovechan todo del caribú y celebran un gran banquete ritual o mokoshan que afirma la cohesión del grupo y la preeminencia del wotshimao de la estación. El territorio de caza estaba protegido por diversos tabúes.
Dividían los animales en cinco categorías: de cuatro patas, aves acuáticas, pájaros, peces e insectos. Cada uno de ellos tenía un tipentamuna (reino) con un utshimao (jefe), un aueshish-utshimao (maestro de animales) o katipenitak (controlador). También creían en los puamina (sueños) y en la adivinación por la matinikashauew (paletilla), y tenían tipatshamuna (acontecimientos históricos) y atanukana (mitos).
Fabricaban canoas de madera en el verano, el medio de transporte más usado, y trineos y raquetas con perros en el invierno, como los esquimales, de los cuales los adoptaron.
No disfrutaban de una verdadera organización tribal, sino que se dividían en numerosas bandas con organización bilateral familiar y sin clanes, dirigidas de manera rotativa por el mejor cazador o wotshimao, que se repartían los territorios de caza, que eran grandes y lejanamente definidos, y cambiando según la subida o la caída de los caudillos. A menudo se trasladaban a la costa para comerciar con las misiones. Desde mediados del siglo XX se dedican a la caza o al turismo. Los chamanes o kamanitushit enfermaban, temblaban y recibían mensajes del espíritu del caribú, y también celebraban la ceremonia Kushapatshikan que consistía en mover la tienda.

## Historia
Se cree que llegaron al actual territorio innu sobre el 12000 a. C., y que en 5300 a. C. desarrollaron la cultura del Marítimo Arcaico, que fue continuada por la cultura de Point Reventge entre 1100 a. C. y el 300 d. C. Alrededor de 1003 habrían contactado violentamente con Thorvald Ericsson, hermano de Leif Ericsson, quien les llamó skraelingars.
Hacia 1543 el francés Jacques Cartier contactó con ellos en el estrecho de Belle Isle (Gaspé) y posiblemente entre 1545 y 1585 convivieron con balleneros vascos, fruto de lo cual surgió el pidgin algonquino vasco. En 1570 sufrieron los primeros ataques de los mohawks. Eran enemigos acérrimos tanto de la Confederación iroquesa como de los inuit.
En 1608 fueron visitados por primera vez por los franceses Samuel de Champlain y François Gravé Du Pont, al norte del río San Lorenzo, en el actual Tadoussac, en el río Saguenay, y les llamaron montagnais por la zona montañosa; en 1609 les donaron fusiles para defenderse de los mohawk, y desde entonces se mantuvieron bajo influencia francesa.
En 1643 fueron llamados Ounachkopiouek («pueblo del lugar donde se ven las sombras», nombre de uno de ellos, su lengua el cocchis) y desde 1733 serán llamados también naskapi. Desde 1620 se les intentó enseñar francés, y en 1625 les enviaron misioneros para cristianizarlos y hacerlos buenos comerciantes, razón por la cual en 1629 ayudarían al británico David Kirk para atacar la villa de Quebec. Pero entonces, en 1629 los mohawk destruyeron los asentamientos montagnais en el actual Trois Rivières, y sufrieron epidemias de viruela en 1632 y en 1639, que casi exterminaron a los que vivían en las proximidades de la villa de Quebec.
En 1652 los iroqueses atacaron Sillery y mataron al misionero Jacques Buteux, obligándoles a irse de Tadoussac. Nuevamente les atacaron en 1657 en las orillas del río Saguenay, diezmando a los grupos Ouakwiechiwek, Outabitibek y Kepatawanejach, que fueron reducidos a bandas; así en 1661 los iroqueses arrasaron Tadoussac, y en 1663 unos 380 innu se refugiaron en la villa de Quebec.
En 1674 los franceses construyeron el puesto comercial de Sept Isles en su territorio. En la guerra de 1754-1763 les ayudaron contra los ingleses, y en 1767 los misioneros franceses compusieron en su lengua Nehiro-Iriniuv Aiamihe (Libro de pregarias para los hombres de las naciones). Desde 1763 formaron parte del Canadá Inglés.
Hasta 1842, sin embargo, no comenzaron a sentir el impacto del gobierno canadiense, cuando se abrió Saguenay a la colonización blanca. En 1844 se establecieron 1.500 quebequeses, que pasarían a 5000 en 1851. Esto provocaría en 1848 la primera reclamación de 106 innu, con apoyo misionero, firmada por Tumas Mesituapamuskan, Jusep Kakanukes y Pasil Tnishienapen contra el gobierno central, a causa del arrebatamiento de tierras y territorios de caza. Por la Victoria Act de 1851 recibieron una reserva de 230 000 acres, que fueron aumentados en 16 000 más en 1853 en el río Peribonca y 4000 más en Lake St John.
Así, en 1856 se abriría la primera reserva oficial innu en Point Blave. Asimismo, en 1857 se dictó, con el fin de civilizarlos, la «Act for the gradual Civilisation of Indian Tribes of Canada»', al tiempo que en 1861 se creó la reserva de los Betsiamites, con 200 familias bajo tutela misionera, pero entre 1863 y 1911 sufrieron 10 epidemias. En 1868 se aprobó el nuevo Estatuto del Canadá. Fueron divididos entre Quebec y Labrador y regidos por la «Canada Govern Indian Act» de 1876. En 1889 el gobierno federal permitió la deforestación de los bosques de madera, de manera que en 1895 se calculaba que les habían diezmado la mitad de los bosques. Además, entre 1896 y 1900 el gobierno canadiense prohibió cazar castores con trampas, pero en 1900 una avalancha de cazadores invadió las tierras de Labrador, lo que provocó que los jefes innu presentasen quejas a la Compañía de la Bahía de Hudson en 1909.
En 1948 el grupo de Davis Inlet fue llevado a Nutak con los inuit para aprovechar la pesca en sus tierras, pero poco después les dejaron volver. En 1949, por otro lado, Terranova (y Labrador) pasaron a formar parte de Canadá, que les reconoció las reservas de Davis Inlet en 1957 y de Shesheshit en 1973, gracias a los oficios del jefe Daniel Ashini, y en las cuales permanecieron pese a algunos intentos de erradicación. Durante los años 1950-60 recibieron ayuda oficial para sacarles de la miseria en que les había puesto el colapso cultural y el alcoholismo. Y entre 1960-70 tuvieron problemas por la caza furtiva de caribúes (cinco innus fueron multados con 500 $).
Hasta 1967 se mantuvieron como cazadores de caribú, al que veneraban como a un dios. Ya entonces George Henricksen advirtió del peligro de la introducción del alcohol, al tiempo que los misioneros, como el suízo Frank Peters, desacreditaban a los chamanes y wotshimao, e introducían las armas de fuego.
En 1978 el gobierno canadiense llegó a un acuerdo sobre reclamación de tierras con los kawanachikawach, algo difícil dado que las otras tribus no habían firmado acuerdos con el gobierno. En 1975 se creó el Council Attikamek-Montagnais que agrupaba a 12 comunidades, y que elaboraba un programa de defensa de los derechos indígenas. Más tarde, la Naskapi-Montagnais Innu Association se fundó en Shesheshit y en 1976 envió un documento a Frank Moores, gobernador de Terranova, donde reclamaba tierras.
En 1988 protestaron por los aviones de reacción que hacían vuelos rasantes en Goose Bay (Labrador), donde hay un índice de alcoholismo del 95 %. En 1989 se graduó Mathieu André, primer maestro en lengua innu y se produjo un cierto renacimiento de la cultura autóctona, sobre todo con los músicos Florent Vollant y Claude MacKenzie (que forman el grup Kashtin) y Jean Ives Fontaine.
En octubre de 1986 también se creó el Attikamek-Montagnais Educational and Cultural Institute, que patrocinaba una semana cultural en Quebec. Al mismo tiempo, en octubre de 1988 el Council Attikamek-Montagnais participó en la Cumbre Económica de la Costa del Norte como portavoz de los innu.
En 1992 Peter Penashue fue nombrado jefe de la Nación Innu, y Christien Rich, jefe de los innu de Davis Inlet.

## Davis Inlet, Labrador
En 1999 Survival International publicó un estudio sobre las comunidades innu de Labrador en el que se evalúa el impacto que tienen las decisiones del Gobierno canadiense de trasladar a los innus lejos de sus tierras ancestrales e impedir que practiquen su forma de vida tradicional. Survival International consideró esta política una violación de derecho internacional y trazó paralelismos con el trato de los tibetanos por parte de la República de China. Según este estudio, de 1990 a 1997, la comunidad innu de Davis Inlet tuvo una tasa de suicidio más de doce veces más alta que la media canadiense y más de tres veces más alta que la tasa que se observa habitualmente en pueblos aislados del norte. Además, las comunidades innus tienen un grave problema de drogadicción, especialmente esnifado de gasolina entre los jóvenes e incluso niños.

## Enlaces
- Página oficial de la Nación Innu, que representa las comunidades Sheshatshiu y Utshimassit de Davis Inlet.
- Virtual museum of Canada -Historias Innu sobre la tierra
- (PDF file) Canada's Tibet: The Killing of the Innu, un informe de Survival International
- Los innu Survival International
- Distinciones entre "Naskapi", "Montagnais" e "Innu"
- www.innu-aimun.ca con vocabularios y diccionarios Innu-aimun

- Datos: Q497568
- Multimedia: Innu / Q497568